# John Nance Garner
(John Nance Garner nel 1934)
John Nance Garner anche conosciuto come Cactus Jack (Detroit, 22 novembre 1868 – Uvalde, 7 novembre 1967) è stato un politico statunitense, membro del Partito Democratico e vicepresidente degli Stati Uniti d'America dal 1933 al 1941.

## Biografia
Già speaker della Camera dei rappresentanti, fu candidato alle primarie democratiche statunitensi del 1932, ma fu battuto da Franklin D. Roosevelt; divenne quindi Vicepresidente degli Stati Uniti sotto la Presidenza di quest'ultimo, rimanendo in carica per entrambi i primi due mandati dal 1933 al 1941.
Nel 1940 Garner si  candidò nuovamente alla carica di Presidente, confidando nel fatto che Roosevelt avrebbe seguito la tradizione non scritta di non correre per un terzo mandato (possibilità allora concreta); così non fu, Roosevelt si candidò per la terza volta, e Garner fu battuto, di nuovo. Alla scadenza del mandato, nel gennaio 1941, lasciò l'incarico di vicepresidente. Così venne posta fine a una carriera di 46 anni nella vita pubblica. Due vicepresidenti gli succedettero al fianco di Roosevelt: se fosse rimasto accanto al presidente/rivale altri quattro anni, gli sarebbe succeduto all'Ufficio Ovale.
Si ritirò nella sua casa a Uvalde per gli ultimi ventisei anni della sua vita, dove gestì le sue vaste proprietà immobiliari, e trascorse il resto del suo tempo coi pronipoti. Nel corso della sua pensione, fu consultato da politici democratici attivi, ed era particolarmente vicino al successore di Roosevelt, Harry S. Truman. Omaggiato da politici di spicco quale John Fitzgerald Kennedy (cui sopravvisse), morì pochi giorni prima di compiere 99 anni, vedendo succedersi cinque Presidenti degli Stati Uniti e divenendo il Vicepresidente più longevo della storia.